# Film de Futurama
Chronologie
Saison 4 Saison 6
Cet article présente les seize épisodes adaptés des quatre films de la série télévisée d'animation américaine Futurama sortis sous forme de saison 5.

## Épisodes

### Épisode 1:La Grande Aventure de Bender, première partie
- États-Unis : 23 mars 2008 sur FOX

### Épisode 2:La Grande Aventure de Bender, deuxième partie
- États-Unis : 23 mars 2008 sur FOX

### Épisode 3:La Grande Aventure de Bender, troisième partie
- États-Unis : 23 mars 2008 sur FOX

### Épisode 4:La Grande Aventure de Bender, quatrième partie
- États-Unis : 23 mars 2008 sur FOX

### Épisode 5:Le Monstre au milliard de tentacules, première partie
- États-Unis : 19 octobre 2008 sur FOX

### Épisode 6:Le Monstre au milliard de tentacules, deuxième partie
- États-Unis : 19 octobre 2008 sur FOX

### Épisode 7:Le Monstre au milliard de tentacules, troisième partie
- États-Unis : 19 octobre 2008 sur FOX

### Épisode 8:Le Monstre au milliard de tentacules, quatrième partie
- États-Unis : 19 octobre 2008 sur FOX

### Épisode 9:Prenez garde au seigneur des robots! Première partie
- États-Unis : 26 avril 2009 sur FOX

### Épisode 10:Prenez garde au seigneur des robots! Deuxième partie
- États-Unis : 26 avril 2009 sur FOX

### Épisode 11:Prenez garde au seigneur des robots! Troisième partie
- États-Unis : 26 avril 2009 sur FOX

### Épisode 12:Prenez garde au seigneur des robots! Quatrième partie
- États-Unis : 26 avril 2009 sur FOX

### Épisode 13:Vous prendrez bien un dernier vert? Première partie
- États-Unis : 30 août 2009 sur FOX

### Épisode 14:Vous prendrez bien un dernier vert? Deuxième partie
- États-Unis : 30 août 2009 sur FOX

### Épisode 15:Vous prendrez bien un dernier vert? Troisième partie
- États-Unis : 30 août 2009 sur FOX

### Épisode 16:Vous prendrez bien un dernier vert? Quatrième partie
- États-Unis : 30 août 2009 sur FOX